# René Maatman
R.H. (René) Maatman (1960) is een Nederlands jurist.

## Leven
René Maatman groeide op in Gendringen. Na de middelbare school studeerde hij rechten aan de Radboud Universiteit Nijmegen. Van 1985 tot 1988 was hij wetenschappelijk medewerker bij de Open Universiteit in Heerlen. In 1988 trad hij in dienst bij Stichting Pensioenfonds ABP (ABP). Vanaf 1993 gaf hij leiding aan de afdeling juridische en fiscale zaken van ABP Beleggingen. In 2004 promoveerde hij aan de Radboud Universiteit Nijmegen op het proefschrift "Het pensioenfonds als vermogensbeheerder". Zijn promotors waren de hoogleraren Kortmann en Winter. Hij werd in mei 2005 benoemd tot hoogleraar aan de juridische faculteit van de Radboud Universiteit Nijmegen. Hij was lid van de Monitoring Commissie Corporate Governance (Commissie-Frijns).Van 2008 tot 2012 was hij bestuurder van de Autoriteit Financiële Markten (AFM). Van 2012 tot en met 2020 was hij advocaat en partner bij De Brauw Blackstone Westbroek te Amsterdam, waar hij adviseerde over pensioenvraagstukken. Sinds 2014 is hij lid van de Commissie Kapitaalmarkt van de AFM.

## AFM
Bij de AFM was Maatman lid van het bestuur. Tot zijn portefeuille behoorde Toezicht op effectenmarkten (marktmisbruik, real time monitoring, onderzoek) en financiële infrastructuur (beurshandel, MTF, MiFID Review, clearing & settlement), Toezicht emissies (prospectustoezicht) en openbare biedingen. Van januari 2011 tot en met september 2011 was hij tevens portefeuillehouder van Toezicht accountantsorganisaties en Toezicht financiële verslaggeving. Verder was Maatman Lid van de FEC-Raad (Financieel Expertise Centrum), Lid van de Regiegroep Aanpak Misbruik Vastgoed, Voorzitter van de Standing Committee on Corporate Finance (prospectustoezicht, corporate governance en transparency) van de European Securities and Market Authority (ESMA), voorzitter van het ESMA Takeover Network en plaatsvervangend lid van de Board van ESMA. Na zijn vertrek kwam Maatman negatief in het nieuws vanwege hoge autokosten. Volgens de richtlijnen van de AFM waren deze overigens toegestaan.

## Nevenfuncties
Maatman is lid van de Commissie Kapitaalmarkt van de AFM, lid van het comité van Aanbeveling van NSO Eques, vaste medewerker van het tijdschrift Ondernemingsrecht / Financieel Recht en hoogleraar vermogensbeheer en pensioenvraagstukken bij het Onderzoekcentrum Onderneming & Recht van de Radboud Universiteit Nijmegen.